# The Spit, New South Wales
The Spit este o suburbie în Sydney, Australia.